# Официален празник
Статут на официален празник имат само някои празници на дадена държава. Те се честват тържествено на дати, които обикновено имат важно за нацията и държавата значение. Най-често държавите има един национален празник, който е и официален такъв, както и по няколко други официални празника.